# 天船九
HD 26764，又名BD+53 750，SAO 24512、HR 1314，是一颗鹿豹座的恒星，视星等为5.19，位于銀經150.54，銀緯2.13，其B1900.0坐标为赤經4h 8m 54.8s，赤緯+53° 2.13′ 39″。